# Assabia
Assabia (em árabe: عصبيّة; romaniz.: asabiyyah; lit. "sentimento de grupo" ou "coesão social") é um conceito de solidariedade social com ênfase na unidade, consciência de grupo e um senso de propósito compartilhado e coesão social, originalmente usado no contexto do tribalismo e do clã.
Assabia não é necessariamente nômade nem baseado em relações de sangue; antes, assemelha-se a uma filosofia do republicanismo clássico. No período moderno, é geralmente análoga à solidariedade. No entanto, muitas vezes é associado negativamente porque às vezes pode sugerir nacionalismo ou partidarismo, ou seja, lealdade ao grupo, independentemente das circunstâncias.
O conceito era familiar na era pré-islâmica, mas tornou-se popular no Muqaddimah de ibne Caldune, no qual é descrito como o vínculo fundamental da sociedade humana e a força motriz básica da história, pura apenas em sua forma nômade.  Caldune argumentou que assabia é cíclico e diretamente relevante para a ascensão e queda de civilizações: é mais forte no início de uma civilização, declina à medida que a civilização avança, e então outro assabia mais forte eventualmente toma seu lugar para ajudar a estabelecer uma civilização diferente.

## Visão geral
Ibne Caldune descreve assabia como o vínculo de coesão entre os humanos em uma comunidade formadora de grupo. O vínculo existe em qualquer nível de civilização, desde a sociedade nômade até os estados e impérios. assabia é mais forte na fase nômade e diminui à medida que a civilização avança.  À medida que isso diminui, outro assabia mais forte pode tomar seu lugar; assim, as civilizações surgem e caem, e a história descreve esses ciclos à medida que eles se desenrolam.
Caldune argumentou que alguma dinastia (ou civilização) tem dentro de si as plantas de sua própria queda. Ele explica que as casas governantes tendem a surgir nas periferias dos impérios existentes e usam os assabia muito mais fortes presentes em suas áreas a seu favor, a fim de provocar uma mudança na liderança. Isso implica que os novos governantes são inicialmente considerados 'bárbaros' em comparação com os anteriores.
À medida que se estabelecem no centro de seu império, tornam-se cada vez mais negligentes, menos coordenados, disciplinados e vigilantes, e mais preocupados em manter seu novo poder e estilo de vida. A assabia deles se dissolve em faccionalismo e individualismo, diminuindo sua capacidade como unidade política. Criam-se assim as condições para que uma nova dinastia possa emergir na periferia de seu controle, fortalecer-se e efetuar uma mudança de liderança, continuando o ciclo. Caldune também afirma no Muqaddimah que "as dinastias têm uma vida natural como os indivíduos", e que nenhuma dinastia geralmente dura mais de três gerações de cerca de 40 anos cada.